# Polyzystisches Ovar-Syndrom
Das polyzystische Ovar- (oder: Ovarial-)Syndrom (englisch polycystic ovary syndrome; kurz: PCO-Syndrom, PCOS), eigentlich Syndrom polyzystischer Ovarien, kurz auch Polyzystische Ovarien, ist eine der häufigsten Stoffwechselstörungen geschlechtsreifer Frauen, ausgelöst durch unterschiedliche pathogenetische Mechanismen und gekennzeichnet durch ein komplex gestörtes hormonales Gleichgewicht. Das PCOS ist die häufigste Ursache für erhöhte Androgenspiegel (Hyperandrogenämie), Zyklusstörungen (Ausfall der Ovulation) und Unfruchtbarkeit bei Frauen. Die ältere Bezeichnung Stein-Leventhal-Syndrom ist auch heute noch in Gebrauch. Andere mögliche Bezeichnungen sind chronische hyperandrogenämische Anovulation (CHA) oder Polycystic Ovarian Disease (PCOD).

## Vorkommen
Das PCO-Syndrom betrifft geschätzt vier bis zwölf Prozent der Frauen im gebärfähigen Alter in Europa. Damit ist es die häufigste hormonelle Störung bei Frauen dieser Altersgruppe, zudem die häufigste Ursache für eine Unfruchtbarkeit aufgrund von Zyklusstörungen. Übergewichtige Frauen scheinen deutlich häufiger betroffen zu sein. Mit der ansteigenden Prävalenz der Adipositas wird deshalb auch mit einer weiteren Verbreitung des Krankheitsbilds gerechnet. Aber auch schlanke Frauen mit einem BMI von 18,5 – 24,9 sind zu etwa fünf Prozent davon betroffen und weisen keine Insulinresistenz auf.

## Definition und klinische Symptome
Laut Definition der Konferenz der „European Society of Human Reproduction and Embryology“ (ESHRE) und der „American Society for Reproductive Medicine“ (ASRM), die 2003 in Rotterdam vorgestellt wurde, liegt ein PCO-Syndrom vor, wenn zwei der drei folgenden Kriterien erfüllt sind:

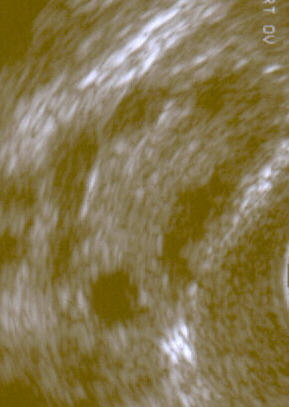
Polyzystisches Ovar im Sonogramm

- Polyzystische Ovarien – (viele) Zysten in den Eierstöcken. Das polyzystische Ovar (PCO) ist durch acht und mehr subkapsuläre Zysten mit einem maximalen Querschnitt von zehn Millimetern und durch eine relative Vermehrung des Stromagewebes definiert. Ein zusätzliches Kriterium ist die Ovarvergrößerung. Je nach Definition haben 80 bis 100 Prozent der PCOS-Patientinnen polyzystische Ovarien. Ob polyzystische Ovarien vorliegen, kann mittels Ultraschalldiagnostik festgestellt werden. Auf den Ultraschallbildern (Sonogramm) sind dann viele kleine schwarze „Löcher“ in den Eierstöcken zu erkennen.
- Oligo- oder Anovulation (Ausbleiben des Eisprungs) – chronische Zyklusstörungen in Form von Oligo-/Amenorrhoe. Zyklusstörungen sind ein früh auftretendes klinisches Symptom und bestehen häufig bereits direkt nach der zum normalen Zeitpunkt auftretenden Menarche. Bei unregelmäßigen Zyklen gilt es zwischen der sogenannten Oligomenorrhoe und der Amenorrhoe zu unterscheiden. Oligomenorrhoe liegt vor, wenn die Abstände der Blutungen länger als 35 Tage betragen, während eine Amenorrhoe dagegen bedeutet, dass gar keine Blutungen auftreten.
- Virilisierung als klinisches Zeichen hoher Androgenspiegel. Dieses Symptom erfordert die Suche nach anderen Erkrankungen der Hypophyse, der Nebenniere und des Ovars. Klinisch kann sich die Virilisierung als Hyperseborrhoe, Akne, anomale Körperbehaarung (Hirsutismus oder Alopezie) manifestieren.

Der Nachweis der namengebenden polyzystischen Ovarien ist also für die Diagnosestellung „PCOS“ nicht nötig. Andererseits liegt beim Nachweis von polyzystischen Ovarien nicht immer ein PCOS vor: Bei bis zu 23 Prozent aller Frauen mit normalem Zyklus lassen sich polyzystische Ovarien finden.
Ein weiteres Symptom bei diesem Syndrom ist die Gewichtszunahme (siehe unten).

## Labordiagnostik
Labordiagnostisch können sich ergeben:
- erhöhte bzw. grenzwertig hohe Testosteron- (freies und/oder Gesamt-), Androstendion-, Dehydroepiandrosteron-Sulfat- und AMH-Spiegel.
- ein erhöhter LH/FSH-Quotient um die 2 statt 1 wie normal (nicht zwingend)
- ein erhöhter Insulinspiegel im verlängerten oralen Glukosetoleranztest mit mehrstufiger, simultaner Messung der Glukose sowie des Insulins bis 3 Stunden nach Glukoseaufnahme[3].

## Ursachen
Die Pathogenese des PCO-Syndroms ist noch nicht vollständig geklärt.
Vorgeburtliches hormonelles Ungleichgewicht
Es ist jedoch anhand von speziellen Mausmodellen nachgewiesen worden, dass ein hormonelles Ungleichgewicht im Mutterleib während der Embryonalentwicklung ursächlich für die Entstehung der Erkrankung sein könnte. Schwangeren Mäusen wurden exzessive Dosen des sog. Anti-Müller-Hormons injiziert und in der Folge ein gehäuftes Auftreten der Erkrankung bei den neugeborenen Mäusen beobachtet. Die hohen AMH-Spiegel führen über entsprechende Signalkaskaden zu einer Anregung bestimmter Hirnareale, welche die Produktion von Testosteron hochregulieren. Diese Mäuse hatten dadurch im weiteren Verlauf ebenfalls den für das PCO-Syndrom charakteristisch erhöhten AMH-Spiegel. Dies erklärt auch die familiäre Häufung der Erkrankung, da sich über diesen Mechanismus die Erkrankung selbst unterhält und auf die jeweils nächste Generation überträgt. Die Forscher konnten auch mithilfe eines schon seit längerem auch in der Reproduktionsmedizin, allerdings mit anderer Intention, verwendeten Medikamentes diesen Effekt umkehren. Sie gaben den so unter AMH-Überexposition geborenen Mäusen ein GnRH-Antagonist, namentlich Cetrorelix, wodurch die Symptome sistierten.
Genetische Disposition
Auch im molekularbiologischen Bereich wurden in letzter Zeit Fortschritte zur genaueren Erklärung der zellulären Prozesse der Erkrankung erzielt: In einer umfangreichen genetischen Studie wurde eine Vielzahl genetischer Signale identifiziert, deren Einfluss auf das Erscheinungsbild des PCO-Syndroms nachgewiesen werden konnte, in der Hauptsache der EGF-Rezeptor und der FSHB-Locus. Zukünftige kausale Behandlungsmöglichkeiten des PCO-Syndroms wurden in Aussicht gestellt. Besondere Aufmerksamkeit kommt der Studie zufolge ätiologisch dem bereits erwähnten EGF-Rezeptor sowie den hypophysären Gonadotropinen, dem Body-Mass-Index, der höheren Insulinresistenz und dem SHBG zu. Des Weiteren sind alle sechs in der Studie identifizierten Allele, die eine Suszeptibilität für das PCO-Syndrom darstellen, mit der Serum-AMH-Konzentration assoziiert.
Insulinresistenz, LH und FSH
Erhöhte Serumkonzentrationen des LH bei gleichzeitig normalem FSH lassen sich in vielen, wenn auch nicht allen Fällen nachweisen. Vermutlich führt eine hyaline Verdickung der Basallamina zu einer FSH-Resistenz der Granulosazellen des Ovars. In Reaktion auf die FSH-bedingt verringerte Aromatasenaktivität kommt es zu einer Dauerstimulation der LH-Ausschüttung, was wiederum zu einer Entgleisung der Androgenproduktion führt. Als weitere Hintergründe werden Störungen des Neurotransmitter- und Opiatstoffwechsels sowie eine Hyperandrogenämie-assoziierte Störung der Freisetzung des hypothalamischen Gonadotropin-Releasing-Hormons (GnRH) diskutiert.
Seit der Erkenntnis, dass Insulin die ovarielle Androgenproduktion zu stimulieren vermag, misst man der Insulinresistenz mit nachfolgender Hyperinsulinämie (übermäßige Insulinproduktion) zunehmend Bedeutung in der Pathogenese des PCOS zu. Eine Hyperinsulinämie erhöht über die Verminderung der Synthese von Sexualhormon-bindendem Globulin (SHBG) in der Leber zudem den Anteil des freien Testosterons und vermehrt damit die Wirkung am Androgenrezeptor.
Hyperinsulinämie und erhöhtes LH gelten heute als dominierende Faktoren bei der Entstehung und Aufrechterhaltung des PCOS.
Eine Insulinresistenz findet sich fast immer bei stark übergewichtigen (adipösen) Frauen, so dass diese eine besondere PCOS-Disposition aufweisen. Es wird geschätzt, dass mehr als 50 Prozent der PCOS-Patientinnen übergewichtig sind. In der Pubertät ist die Adipositas die wohl häufigste Ursache für die Entwicklung des PCOS. Für schlanke Frauen ohne Insulinresistenz gibt es bisher keine Ursachenforschung oder Erklärung. Eine Studie aus Israel an 60 schlanken Frauen, die ein PCO-Syndrom und keine Insulinresistenz aufwiesen, haben jedoch ergeben, dass diese eine Verbesserung ihrer hormonellen Situation erfahren, wenn sie den größten Teil ihrer Lebensmittel vormittags zu sich nehmen.
Verhältnis von Muskelfasertypen I und II
Bei erhöhtem Testosteron verändert sich im weiblichen Körper Muskelfasertyp I (ausgeprägte Kapillarisierung, hoher Insulinrezeptorbesatz) zu Muskelfasertyp II (verminderte Kapillarisierung, geringer Insulinrezeptorbesatz). Infolge wird weniger Glukose verbraucht, es kommt zur vermehrten Fettspeicherung im Abdominalbereich. Auf diese Weise entsteht eine Art „Teufelskreis“, in dem die Hyperinsulinämie die erhöhte Androgenproduktion der Ovarien unterhält und die erhöhten Androgene wiederum die Insulinresistenz unterhalten.
Daneben kann auch eine primär vorliegende Hyperandrogenämie die Erhöhung der Muskelfasertyp-II/-typ-I – Ratio induzieren. Der folgenden Insulinresistenz und Hyperinsulinämie folgt wiederum die Ausbildung des PCOS. Hierin erklärt sich das häufige Zusammentreffen eines 21-Hydroxylasemangels vom Typ des „Late-onset“-AGS mit polyzystischen Ovarien; es kommen jedoch auch exogene Hyperandrogenämien, etwa durch Anabolika, in Frage.
Lebensstil
Aufgrund der Bedeutung von Insulinresistenz und Adipositas für die Ausbildung des PCOS geht man davon aus, dass sich ein beträchtlicher Teil der heutzutage auftretenden PCOS-Fälle lebensstilbedingt entwickelt. Selbst eine ggf. genetische Disposition zur Insulinresistenz sollte nicht als grundsätzlich krankheitswertig interpretiert werden. Vielmehr handelt es sich wahrscheinlich um eine evolutionäre Entwicklung für Zeiten mit begrenztem Nahrungsangebot, die erst in unserer Zeit unbegrenzten Angebots hochglykämischer, energiereicher Lebensmittel bei gleichzeitig oft nur noch geringer körperlicher Belastung mit entsprechend vermindertem Bedarf an Nahrungsenergie zum gesundheitlichen Risiko wird.

## Mögliche Folgen und Komplikationen
- Unfruchtbarkeit
- Hashimoto-Thyreoiditis
- Diabetes mellitus Typ 2
- Herz-Kreislauf-Erkrankungen
- nicht-alkoholische Fettleber[8]
- Gerinnungsstörungen[9]
- Psychische Störungen[10]
- Soziale Probleme
- Erhöhtes, bei gleichzeitiger Adipositas ca. doppelte Wahrscheinlichkeit des Auftretens von Autismus bei Nachkommen[11]
- Vermehrte Fehlgeburten

## Therapie
Wenn ein PCO-Syndrom mit Übergewicht vergesellschaftet ist, ist die Verhinderung der Adipositas, insbesondere der pubertären mit folgender überschießender Insulinresistenz, der erste Therapieansatz. Eine entsprechend angepasste Ernährungsweise und körperliche Betätigung können hierzu wertvolle Beiträge leisten.
Fraglich bleibt die Bedeutung der Ernährung und des Lebensstils bei schlanken Frauen mit PCOS. Die Studie der israelischen Forscher lässt darauf schließen, dass eine Lebensmittelzufuhr vorwiegend am Vormittag binnen drei Monaten zu einer Verbesserung der hormonellen Situation führte und mit einer Ovulation bei 50 % der Frauen einherging, wohingegen unter Frauen einer Kontrollgruppe, die vorwiegend später am Tag Nahrung zu sich nahm, 20 % der Frauen eine Ovulation aufwiesen.
Therapeutisch sinnvoll ist, die Entwicklung PCOS-typischer Fehlregulationen so weit wie möglich zu begrenzen.

### Behandlung je nach Kinderwunsch
Zur Behandlung eines bereits etablierten PCOS muss unterschieden werden, ob der Wunsch nach einer Schwangerschaft vorliegt oder nicht.

#### Kein Kinderwunsch
- antiandrogene Antibabypille

Liegt kein Kinderwunsch vor, kann mit einem antiandrogenen Medikament (Wirkstoff z. B. Cyproteronacetat) therapiert werden, teilweise in Kombination mit einer Antibabypille. Dabei kann es zu einer regelmäßigeren Blutung und Regulierung des Hormonhaushalts der Betroffenen kommen. Androgenisierungserscheinungen gehen zurück.

#### Kinderwunsch
Ist hingegen der Wunsch nach einer Schwangerschaft vorrangig, kann die Krankheit mittels folgender Medikamente und Therapieformen, bei Versagen selbiger dann mit künstlicher Befruchtung behandelt werden.
- Ernährungsumstellung, meist auf kohlenhydratarme Diät zum Zwecke des geringeren Insulinausschüttungsreizes, generell jedoch geringere Zufuhr von Nahrungsenergie zur angestrebten Gewichtsreduktion
- Vermehrte körperliche Aktivität
- Clomifen
- Gonadotropine (hMG, FSH) nach vorheriger Ovarialsuppression durch GnRH-Analoga
- Glucocorticoide
- Pulsatile Gabe von GnRH
- Metformin (bei Vorliegen eines metabolischen Syndroms mit Insulinresistenz,[12] z. Z. noch Off-Label-Use, d. h. noch nicht offiziell zugelassen für diesen Zweck). Auch Metformin schlägt teilweise bei schlanken Frauen genauso an wie bei übergewichtigen Frauen und wird in den USA häufig angewandt,[13][14] ist aber in Deutschland zu dem Zweck nicht zugelassen.
- Operative Behandlung (z. B. sog. Laserdrilling der Ovarien im Rahmen einer Laparoskopie): mit fokussiertem CO2-Laser werden ca. 15–20 etwa 1 mm breite Stanzen in die Tunica albuginea gesetzt. Für eine begrenzte Zeit stellen sich wieder Ovulationen ein, der Mechanismus ist unklar.[15]
- Statine (bei Vorliegen der Indikation zur Therapie auch unabhängig vom PCO-Syndrom)[16]

Als ergänzende oder alternative Maßnahmen (Umstellung der Ernährung bzw. Einnahme bestimmter Nahrungsergänzungsmittel) kommen zum Einsatz:
- Inositol-Supplementation.[17][18] Studien zeigen synergetische Effekte in der Kombination mit α-Liponsäure auf.[19][20] Myo-Inositol wird auch in Kombination mit Folsäure eingesetzt.[21]
- langkettige Omega-3-Fettsäuren mit hohem Gehalt an Eicosapentaensäure (EPA) und Docosahexaensäure (DHA)[18]
- Vitamin D3-Supplementation[22][23][24]
- Grüne-Minze-Tee: Studien ergaben eine Androgen senkende Wirkung, bei regelmäßigem Verzehr.[25][26]

Aufgrund des chronischen bzw. progredienten Charakters vieler Androgenhaushaltstörungen muss man sich auf eine Langzeitbehandlung einstellen. Daher sollte spätestens nach neun bis zwölf Monaten der Therapieerfolg objektiviert und evtl. eine Umstellung der Medikamente eingeleitet werden.

### PCOS und Zyklusunregelmäßigkeiten
Bei vielen Frauen mit ausgeprägtem PCO-Syndrom findet sich kein oder nur ein unregelmäßiger Zyklus. Gründe hierfür können das erhöhte freie Testosteron und das in vielen Fällen miterhöhte Anti-Müller-Hormon (AMH) sein. Letzteres kann den Zyklus in einem Stadium kurz vor der Selektionierung und sichtbaren Heranreifung des Leitfollikels arretieren. In der Folge können so viele relativ kleine Follikel in beiden Eierstöcken heranreifen und das bekannte ultraschallmorphologische Bild der zystischen Eierstöcke ergeben. Durch Therapie mit Metformin oder bei Unverträglichkeit mit Insulin-Sensitizern (Glitazone) in ausreichender Dosierung kann mittel- bis langfristig über einen Zeitraum von etwa vier bis fünf Monaten eine deutliche Reduktion bis hin zur Normalisierung des Anti-Müller-Hormon-Serumspiegels erwartet werden. Unterstützend sollten parallel die im Abschnitt weiter oben genannten, therapeutischen Supportivmaßnahmen beachtet werden. In der Folge lassen sich dann im Idealfall stabile, normwertige Niveaus der klassischen Zyklushormone in den entsprechenden Laboruntersuchungen nachweisen, ebenso ein im Idealfall sich spontan einstellender Menstruationszyklus, womit dann der Weg für Spontanschwangerschaften geebnet wird.
Hintergrund der Wirkung des üblicherweise bei PCOS-Frauen bis zu dreifach erhöhten Anti-Müller-Hormons auf den Zyklus ist, dass durch die hohe AMH-Konzentration die Aromatase der Granulosazellen des Eierstocks stark gehemmt wird. Die Aromatase ist normalerweise dafür zuständig, dass die Follikel Östrogen bilden können, welches im Rahmen des Menstruationszyklus das Ausbilden des Leitfollikels durch dessen Unabhängigmachen vom Stimulationshormon FSH initiiert. Ohne ausreichende Östrogenproduktion setzt sich also der Zyklus an dieser Stelle fest, was zu dem zur Krankheitsdefinition zugehörendem Ultraschallbild vieler kleiner, langlebiger „Zysten“ in beiden Eierstöcken führt.
Die exzessiv erhöhten AMH-Spiegel selbst sind wiederum durch den frühen Kontakt der Primordialfollikel des Eierstocks mit zu hohen Insulinkonzentrationen bedingt, indem die Produktion von AMH in den betroffenen Follikeln durch die Hochdosisinsulinwirkung dauerhaft hochreguliert wird.
Unter den insulinsenkenden Maßnahmen wie oben beschrieben wird diese Schädigung minimiert. Allerdings muss meist erst ein Durchlauf eines kompletten, in der Regel ca. 4 Monate andauernden Kohortenheranreifungszyklus erfolgen, bevor der Effekt der Therapie klinisch zum Vorschein kommt, da dann erst alle noch vorhandenen geschädigten Follikel vollständig verbraucht sind.
Es sollte also sichergestellt sein, dass die Zyklusdauer in dieser Zeit so kurz wie möglich gehalten wird. Dies kann durch regelmäßige, rechtzeitige Pillen- oder Gestageneinnahme zur Menstruationseinleitung erreicht werden.
Bei Nichtansprechen oder Unverträglichkeit der zur Realisierung obiger Zyklusnormalisierungsschritte notwendigen Medikamente und Kinderwunsch stehen weitere reproduktionsmedizinisch geprägte Ansätze, vornehmlich durchgeführt in Kinderwunschkliniken, zur Verfügung.
Die Messung des AMH-Spiegels im Blut kann auch als effektiver prognostischer Marker der Therapie mit Metformin genutzt werden.

### Akupunktur
Die Wirksamkeit der Akupunktur bezüglich PCOS ist umstritten. Schwedische Autoren kamen 2007 zu dem Ergebnis, dass sich Akupunktur nicht nachweislich auf Menschen auswirkt. Chinesische Autoren stellten 2008 klar, dass die aktuelle Studienlage für eine Bestätigung des ovulationsfördernden Effektes der Akupunktur bezüglich PCOS nicht ausreicht.